# Ацана
Ацана (груз. აცანა) — село в Грузии, на территории Ланчхутского муниципалитета края (мхаре) Гурия.

## География
Село находится в западной части Грузии, на южном склоне Гурийского хребта, на берегах реки Ацанура (бассейн Супсы), на расстоянии приблизительно 3 километров (по прямой) к юго-востоку от города Ланчхути, административного центра муниципалитета. Абсолютная высота — 198 метров над уровнем моря.

## Население
По результатам официальной переписи населения 2014 года, в Ацане проживало 586 человек (291 мужчина и 295 женщин). В национальной структуре населения грузины составляли 99,8 %, русские — 0,2 %.
| Год  | Население, человек |
| ---- | ------------------ |
| 2002 | 1095               |
| 2014 | ↘ 586              |